# Uniwersytet Południowej Danii
Uniwersytet Południowej Danii (duń. Syddansk Universitet, SDU) – duńska publiczna uczelnia wyższa, zlokalizowana w Odense.

## Historia
Uczelnia została utworzona w 1989 roku w wyniku fuzji Uniwersytetu w Odense ze Szkołą Zarządzania i Inżynierii Południowej Danii (Handelshøjskole Syd/Ingeniørhøjskole Syd) oraz Centrum Uniwersyteckim Południowej Jutlandii (Sydjysk Universitetscenter). Nowa uczelnia nawiązuje do historii i tradycji, założonego w 1966 roku, Uniwersytetu w Odense i w 2006 roku obchodziła 40. rocznicę założenia. W 2006 roku do uniwersytetu przyłączono College Inżynieryjny w Odense (Ingeniørhøjskolen Odense Teknikum), na bazie którego powstał Wydział Inżynierii. W 2007 roku przyłączono do uczelni kolejne jednostki – Instytut Zdrowia Publicznego w Kopenhadze (Statens Institut for Folkesundhed), a także Szkołę Biznesu w Slagelse (Handelshøjskolecentret).
Uczelnia zlokalizowana jest w sześciu kampusach, największy z nich znajduje się w Odense, studiuje tam ok. 23 000 studentów, a pracuje 3200 pracowników. Tam też znajduje się siedziba władz uniwersytetu. Oprócz tego filie uczelni znajdują się w Esbjerg, Kolding, Kopenhadze, Slagelse i Sønderborg.

## Struktura organizacyjna
- Wydział Inżynierii
- Wydział Nauk o Zdrowiu
- Wydział Humanistyczny
- Wydział Nauk Ścisłych
- Wydział Zarządzania i Nauk Społecznych[3]